# Bunutin (Bangli)
Bunutin is een bestuurslaag in het regentschap Bangli van de provincie Bali, Indonesië. Bunutin telt 3344 inwoners (volkstelling 2010).